# Science of Synthesis
Science of Synthesis (abgekürzt SOS) ist eine Volltext-Ressource des Thieme-Verlages, die Synthese- und Arbeitsvorschriften zur Organischen Chemie und Organometallchemie beinhaltet. SOS ist seit 2000 die digitale Fortführung der Handbuch-Reihe „Methoden der Organischen Chemie (Houben-Weyl)“, wobei einzelne Bände der Sammlung auch in gedruckter Form erhältlich sind. Nach eigenen Angaben umfasst SOS die meisten wichtigen präparativen Methoden der Organischen Chemie seit dem 18. Jahrhundert bis heute. Die Reference Library beinhaltet Kapitel zu speziellen Themen (zum Beispiel Photocatalysis in Organic Synthesis oder Applications of Domino Transformations in Organic Synthesis). Die einzelnen Bände werden von Experten des jeweiligen Teilgebietes zusammengetragen. Beispielsweise verfasste Ben List als Volume Editor zwei Bände zur asymmetrischen Organokatalyse. Die Inhalte von Science of Synthesis werden fortlaufend als sogenannte Knowledge Updates aktualisiert.